# Georg Christoph Schwarz
Georg Christoph Schwarz (* 11. August 1732 in Nürnberg; † 13. September 1792 in Altdorf) war ein deutscher evangelischer Geistlicher und Hochschullehrer.

## Leben
Georg Christoph Schwarz wurde als Sohn des Johann Jacob Schwarz, Kupferstecher und Organist an der St.-Jakob-Kirche in Nürnberg, geboren.
Er besuchte anfangs die dortige Lateinschule an der Kirche St. Sebald, bei den Rektoren Christoph August Reichel und Jobst Wilhelm Munker (1709–1787). 1749 kam er an das Gymnasium Aegidianum und hörte dort die Lehrer Gustav Philipp Mörl, Johann Herdegen (1692–1750), Joachim Negelein und Adam Rudolf Solger. Nach Abschluss des Gymnasiums begann er 1750 ein Theologie-Studium an der Universität Altdorf und hörte Vorlesungen bei Johann Balthasar Bernhold, Christian Gottlieb Schwarz (1675–1751), Johann Andreas Michael Nagel und Johann Augustin Dietelmair (1717–1785). Von 1752 bis 1754 besuchte er die Universität Jena und hörte Vorlesungen bei Joachim Georg Darjes, Christian Wilhelm Franz Walch und Johann Peter Reusch. Das Studium schloss er an der Universität Altdorf ab; anschließend hielt er sich einige Jahre in Nürnberg auf.
1763 wurde er von den Kuratoren der Universität Altdorf zum Inspektor der Freitische ernannt und hatte als solche die Stipendiaten zu überwachen und die Rechnungsverwaltung zu führen.
1766 wurde er als außerordentlicher Professor der Philosophie und 1789 als ordentlicher Professor der Moral an der Universität Altdorf angestellt.
In seiner Freizeit beschäftigte er sich mit Musik und war ein anerkannter Flöten- und Geigenspieler. Literarisch beschäftigte er sich biblio- und biographisch, auf diesem Gebiet veröffentlichte er in dem in Altdorf erscheinenden Litterarischen Museum.
Bemerkenswert war seine eigene Bibliothek, die aus über 12.000 Bücher und Schriften bestand, überwiegend aus Drucken aus der Zeit von 1500 bis 1550, die er nach seinem Tod der Universität Altdorf vermachte. Diese Sammlung ging nach der Aufhebung der Universität in die Universitätsbibliothek Erlangen.

## Mitgliedschaften
- Das Historische Institut in Göttingen, das 1766 von Johann Christoph Gatterer gegründet worden war[1], ernannte ihn zum außerordentlichen Mitglied.
- Er war Mitglied des Pegnesischen Blumenordens und hatte sich dort mit dem Pseudonym Melander II. in der Dichtkunst versucht; diesen Name wählte er offensichtlich in Gedenken an den Altdorfer Professor Christian Gottlieb Schwarz, der dort Melander I. hieß.
- Er war auch Mitglied in der Lateinischen Gesellschaft Altdorf.

## Schriften (Auswahl)
- Johann Andreas Michael Nagel; Georg Christoph Schwarz: Dispvtatio Inavgvralis Qva Vindicias Ivris Natvrae Christianorvm. Altdorfium 1756.
- Georg Christoph Schwarz; Johann Michael Bach: Specimen vindiciarvm revelationis divinae contra Rvssaevm civem Genevensem: quod publico examini submittunt praeses m. Georgivs Christophorvs Schvvarzivs et respondens Ioannes Michael Bachivs, Hersbrucensis. Altorfii 1763.
- Oratio de principe bene educato omnis felicitatis publicae fonte. Altdorfii, 1764.
- Vitam polyhistoris futuri Carolo Gottlob Raidelio discedenti. Altorfii, [1765].
- De Musicae morumque cognitione Comentatio. Altorfii 1765.
- De Cavssis Morvm In Tractandis Tradendisqve Litteris Vsitatorvm. Altorfii 1766.
- Ciceronis de Amicitia dialogi: cum libello quodam manuscripto collati varias lectiones. Altorfii, 1772.
- Georg Christoph Schwarz; Gilbert Cousin; Johann Friedrich Conrad Christoph Jacob: Commentatio De Vita Gilberti Cognati Nozereni. Altdorf 1776.
- Leben, Meinungen und Schriften Ruprechts von Moshaim. Altdorf 1781.
- Versuch einer Theorie von seltnen Büchern. Altdorf 1787.
- Von einem Hülfsmittel, Schriften ohne Art und Drucker näher zu bestimmen. Altdorf 1790.
- Commentatio de prima Manilii Astronomicorum editione, a Joanne Regiomontano Norimbergae pulicata. Altdorf 1763
- Nachricht von einer verkäuflichen Sammlung von 12020 theils noch im 15. Jahrhunderte theils bis 1550 gedruckten Büchern, welche den Meistbietenden am 1. Julius 1821 zugeschlagen werden soll. Nürnberg 1821.